# Clément Harari
Pour les articles homonymes, voir Harari.
Clément Harari, né le 10 février 1919 au Caire et mort le 16 mai 2008 à Saint-Cloud, est un acteur et metteur en scène français.

## Biographie
Pléthore de rôles (plus de deux cents au total) pour ce comédien truculent, aux yeux en billes de loto, qui se faisait notamment asphyxier par Gérard Depardieu dans Inspecteur la Bavure. Sa composition de vieux rabbin dans Train de vie était particulièrement émouvante.
Pour les décors de sa mise en scène de Ils attendent Lefty, il a notamment eu la contribution du groupe "Traits" des étudiants d'Arts de l'UJRF.
Il est le grand-père du réalisateur, scénariste et acteur Arthur Harari, du directeur de la photographie Tom Harari, et de l'illustrateur et auteur de bande dessinée Lucas Harari.

## Théâtre
- 1948 : La Mort de Tarelkine d'Aleksandre Soukhovo-Kobyline, mise en scène Clément Harari, Théâtre de la Huchette
- 1949 : Ils attendent Lefty de Clifford Odets, mise en scène Clément Harari, Théâtre Maubel
- 1949 : La Place de l'Étoile création de Robert Desnos, mise en scène de Clément Harari, Théâtre des Noctambules
- 1949 : Les Mamelles de Tirésias de Guillaume Apollinaire, mise en scène Clément Harari, Théâtre des Noctambules
- 1950 : Les Allemands de Leon Kruczkowski, mise en scène Clément Harari, théâtre Verlaine
- 1951 : La Tragédie optimiste de Vsevolod Vichnevski, mise en scène Clément Harari, théâtre Verlaine
- 1952 : La Jacquerie de Prosper Mérimée, mise en scène Clément Harari, théâtre Charles de Rochefort
- 1955 : Nekrassov de Jean-Paul Sartre, mise en scène Jean Meyer, théâtre Antoine
- 1955 : Entre chien et loup de Gabriel Arout d'après Légitime défense de Primo Levi, Théâtre en Rond
- 1959 : Le Cas Dobedatt de George Bernard Shaw, mise en scène Jean Mercure, théâtre des Bouffes-Parisiens
- 1960 : Ana d'Eboli de Pierre Ordioni, mise en scène Pierre Valde, Théâtre Charles de Rochefort
- 1961 : Moi et le Colonel de Franz Werfel, mise en scène Jean-Jacques Bernard, théâtre des Bouffes-Parisiens
- 1963 : Six hommes en question de Frédéric Dard & Robert Hossein, mise en scène Robert Hossein, Théâtre Antoine
- 1966 : L'Instruction de Peter Weiss, mise en scène Gabriel Garran, Théâtre de la Commune
- 1969 : Off limits d'Arthur Adamov, mise en scène Gabriel Garran, Théâtre de la Commune
- 1969 : La Tempête de William Shakespeare, mise en scène Michel Berto, Festival d'Avignon
- 1969 : Ce fou de Platonov d'Anton Tchekhov, mise en scène Bernard Jenny, théâtre du Vieux-Colombier
- 1969 : Toro Tumbo de Clément Harari, mise en scène de l'auteur, théâtre de la Cité internationale
- 1971 : Henri VIII de William Shakespeare, mise en scène Gabriel Garran, théâtre de la Commune
- 1971 : Crime et Châtiment de Fiodor Dostoïevski, mise en scène Robert Hossein, Reims
- 1972 : Les Bas-fonds de Maxime Gorki, mise en scène Robert Hossein, Reims, théâtre de l'Odéon
- 1972 : La Prison d'après Georges Simenon, mise en scène Robert Hossein, Reims
- 1972 : La Bouche de Serge Ganzl[2], mise en scène Gabriel Garran, Festival d'Avignon
- 1973 : Le Quichotte Chevalier d'errance d'après Miguel de Cervantès, mise en scène Gabriel Garran, Festival d'Avignon, théâtre Gérard-Philipe
- 1974 : La Poupée de Jacques Audiberti, mise en scène Bernard Ballet et Marcel Maréchal, théâtre du Huitième, Festival d'Avignon
- 1974 : Les Vampires de Serge Ganzl, mise en scène Gabriel Garran, théâtre de la Commune
- 1974 : Hölderlin de Peter Weiss, mise en scène Bernard Ballet et Marcel Maréchal, Festival d'Avignon
- 1977 : Le Météore de Friedrich Dürrenmatt, mise en scène Gabriel Garran, Théâtre de la Commune
- 1979 : Platonov d'Anton Tchekhov, mise en scène Gabriel Garran, Théâtre de la Commune
- 1983 : Lulu de Frank Wedekind, mise en scène André Engel, Bataclan
- 1994 : Le mal court de Jacques Audiberti, mise en scène Pierre Franck, Théâtre des Célestins
- 1998 : Jour de silence à Tanger de Tahar Ben Jelloun, mise en scène Gabriel Garran
- 2001 : Crime et Châtiment de Fiodor Dostoïevski, mise en scène Robert Hossein, théâtre Marigny, Paris

## Filmographie

### Cinéma
- 1943 : La Terre du Nil d'André Vigneau
- 1950 : Nous n'irons plus au bois de Claude Sautet - court métrage -
- 1952 : C'est arrivé à Paris de John Berry et Heb
- 1954 : Ça va barder de John Berry : Sammy Kern
- 1956 : Notre-Dame de Paris de Jean Delannoy
- 1956 : C'est arrivé à Aden de Michel Boisrond : Abdullah
- 1956 : Les Louves de Luis Saslavsky : l'assistant du pharmacien
- 1956 : Que les hommes sont bêtes de Roger Richebé
- 1956 : L'Homme et l'Enfant de Raoul André
- 1956 : La Traversée de Paris, de Claude Autant-Lara : l'otage aux lunettes
- 1956 : Mon curé chez les pauvres de Henri Diamant-Berger : M. Marchat
- 1957 : Les Espions d'Henri-Georges Clouzot : Victor, le faux garçon de café
- 1957 : Marchands de filles de Maurice Cloche : Drunkard
- 1957 : Cargaison blanche de Georges Lacombe : le responsable de la troupe de danseuses
- 1957 : Moi et le colonel de Peter Glenville : un homme de la Gestapo
- 1957 : Échec au porteur de Gilles Grangier : Adrien Osmets
- 1958 : Tamango de John Berry : Cook
- 1958 : Arrêtez le massacre de André Hunebelle : le dentiste
- 1958 : En cas de malheur de Claude Autant-Lara : un témoin au tribunal
- 1959 : La Nuit des espions de Robert Hossein : Hans
- 1959 : Le Saint mène la danse de Jacques Nahum : Archie
- 1960 : Fanny de Joshua Logan - Rôle coupé au montage ?
- 1960 : Une aussi longue absence de Henri Colpi : l'homme au Juke-Box
- 1960 : La Fête espagnole de Jean-Jacques Vierne : Stern
- 1961 : Cause toujours, mon lapin de Guy Lefranc
- 1961 : Le Couteau dans la plaie de Anatole Litvak : M. Schmidt
- 1961 : Le Jour le plus long - scènes sous la direction de Darryl F. Zanuck
- 1962 : Le Diable et les Dix Commandements, sketch Homicide point ne seras de Julien Duvivier : un invité de Garigny
- 1962 : Le Scorpion de Serge Hanin : La Fouine
- 1962 : Charade de Stanley Donen : un touriste allemand
- 1963 : Les Bricoleurs de Jean Girault : le professeur Hippolyte, l'assassin
- 1963 : Des frissons partout de Raoul André : Lorentz / Le docteur Gordon / Le docteur Mercier
- 1963 : Le Train de John Frankenheimer
- 1964 : Les Aventures de Salavin (ou La Confession de minuit) de Pierre Granier-Deferre
- 1964 : Sursis pour un espion de Jean Maley
- 1964 : Les Gorilles de Jean Girault : Rha-Thé, l'hindou magicien
- 1964 : Passeport diplomatique agent K 8 de Robert Vernay
- 1964 : Compartiment tueurs de Costa-Gavras : "Une femme" au bistrot
- 1965 : Les espions meurent à Beyrouth de Mino Loy et Luciano Martino
- 1965 : Pleins feux sur Stanislas de Jean-Charles Dudrumet : l'agent soviétique
- 1965 : Rentrez chez vous, les singes ! (Monkeys, Go Home!) de Andrew V. McLaglen : Émile Paraulis
- 1966 : Roger la honte de Riccardo Freda : Larouette
- 1966 : La Fantastique Histoire vraie d'Eddie Chapman de Terence Young : Losch
- 1966 : Sept fois femme de Vittorio De Sica
- 1968 : La Belle Cérébrale de Peter Foldès - court métrage voix uniquement
- 1968 : Faites donc plaisir aux amis ou Prête-moi ta femme de Francis Rigaud : le médecin
- 1970 : Valparaiso, Valparaiso de Pascal Aubier : un homme
- 1970 : Macédoine de Jacques Scandelari : un client publicitaire
- 1973 : Nuits rouges de Georges Franju : le docteur Dubreuil - Version pour le cinéma de la série L'Homme sans visage
- 1974 : La moutarde me monte au nez, de Claude Zidi : Harry Welsinger
- 1975 : Vous ne l'emporterez pas au paradis de François Dupont-Midy : Franz, le patron
- 1976 : Il était une fois la Légion de Dick Richards : Bernard
- 1978 : Ils sont grands, ces petits de Joël Santoni : Vladimir, le savant
- 1978 : La Petite Fille en velours bleu de Alan Bridges : Volbera
- 1978 : Once in Paris de Frank D. Gilroy : Abe Wiley
- 1978 : Les Égouts du paradis de José Giovanni : l’Égyptien
- 1979 : Gros-Câlin de Jean-Pierre Rawson : le professeur Tsourès
- 1980 : Le Complot diabolique du docteur Fu Manchu de Piers Haggard : Dr Arnold Wretch
- 1980 : Inspecteur la Bavure de Claude Zidi : Dr Haquenbusch
- 1980 : Docteur Jekyll et les Femmes de Walerian Borowczyk : le révérend Donald Regan
- 1981 : Tais-toi quand tu parles de Philippe Clair : le professeur
- 1982 : Le Vol de l'aigle de Jan Troell : « La Chambre »
- 1982 : La Déchirure de Whaim Dia Mokhouri
- 1982 : Tout le monde peut se tromper de Jean Couturier : Léon Katz
- 1983 : La Garce de Christine Pascal : Samuel Weber
- 1988 : Saxo d'Ariel Zeïtoun : Tonia
- 1988 : Radio Corbeau d'Yves Boisset : Maxime Katzman, retraité de la marine marchande
- 1989 : J'aurais jamais dû croiser son regard de Jean-Marc Longval : Max
- 1989 : Milena de Véra Belmont
- 1990 : La Note bleue de Andrzej Żuławski : Demogorgon
- 1990 : Isabelle Eberhardt de Ian Pringle (en) : Joul
- 1991 : Les Clés du paradis de Philippe de Broca : le notaire
- 1996 : Un amour de sorcière de René Manzor
- 1997 : Train de vie de Radu Mihaileanu : le rabbin
- 2004 : Le Grand Rôle de Steve Suissa : le vieux sage

### Télévision
- 1955 : L'Ombre du cardinal de Stellio Lorenzi
- 1956 : Le Revizor de Marcel Bluwal
- 1958 : La Fille de la pluie de Jean Prat
- 1959 : Le Juge de Malte de Bernard Hecht
- 1960 : Le Fils du cirque de Bernard Hecht et Brigitte Muel : Van Thourout
- 1961 : Le Petit Ramoneur de Gérard Pignol
- 1961 : Flore et Blancheflore de Jean Prat
- 1962 : L'inspecteur Leclerc enquête, épisode La Trahison de Leclerc de Marcel Bluwal
- 1963 : Commandant X : Le Dossier Pierre Angelet de Jean-Paul Carrère : le premier policier
- 1963 : Le Chemin de Damas de Yves-André Hubert : le second chef
- 1963 : Monsieur Laplanche de Bertrand Dunoyer : M. Papinet
- 1964 : Le Théâtre de la jeunesse : Le Matelot de nulle part de Marcel Cravenne : le geôlier
- 1964 : Les Beaux Yeux d'Agatha, de Bernard Hecht
- 1964 : Alerte à Orly de Jacques Renzo-Villa
- 1964 : Le Théâtre de la jeunesse : David Copperfield de Marcel Cravenne : Creakle
- 1965 : Ce fou de Platanov de François Gir
- 1965 : Le Théâtre de la jeunesse : Une certaine jeune fille, Marie Curie de Claude Santelli : Tcherniakov
- 1965 : Les Facéties du sapeur Camember de Pierre Boursaus
- 1966 : Le Théâtre de la jeunesse : L'Homme qui a perdu son ombre d'Adelbert von Chamisso, réalisation Marcel Cravenne : M. Klaus
- 1966 : Le Parfum de la dame en noir d'Yves Boisset : Brignolles
- 1967 : Huckleberry Finn de Marcel Cravenne
- 1967 : La Prunelle d'Edmond Tyborowski
- 1967 : La Valse de monsieur Bontemps d'André Teisseire
- 1967 : Antoine et Cléopâtre de Jean Prat : Mariar
- 1968 : Le comte Yoster a bien l'honneur de Michael Braun
- 1968 : Les Grandes Espérances de Marcel Cravenne : Plumblechook
- 1969 : Que ferait donc Faber ? de Dolorès Grassian
- 1969 : Thibaud les pèlerins de Robert Mazoyer : Géronimo
- 1970 : Allô police : La Petite Planète de Pierre Goutas
- 1972 : La Malle de Hambourg de Bernard Hecht : Pithois
- 1972 : Mauprat de Jacques Trébouta : Jean de Mauprat
- 1973 : L'Alphomega de Lazare Iglesis
- 1975 : L'Homme sans visage de Georges Franju : le docteur Dutreuil (5 épisodes)
- 1975 : Les Rosenberg ne doivent pas mourir de Stellio Lorenzi : Ben Schneider
- 1976 : Commissaire Moulin : La surprise du chef de Jacques Trébouta : taupier
- 1977 : Rossel et la Commune de Paris de Serge Moati : Miot
- 1977 : Messieurs les jurés : L'affaire Vilquier de Youri
- 1978 : Lulu de Marcel Bluwal : le docteur Goll
- 1978 : Pas d'orchidées pour miss Blandish de Robert Hossein : Doc
- 1979 : Les Dossiers éclatés : Mort non naturelle d’un enfant naturel de Roger Kahane : Riffard
- 1980 : Mont-Oriol de Serge Moati : le docteur Bonnefille
- 1982 : Liszt Ferenc / A naluk hatalmasabb isten de Miklös Szinetar
- 1983 : Par ordre du roi : Madame Tiquet de Michel Mitrani : Vilmur
- 1983 : Merci Sylvestre : Du caviar dans le ketchup de Serge Korber : Kougloff
- 1983 : Louisiane de Philippe de Broca : le bijoutier - Uniquement dans la version télévisée -
- 1984 : Disparitions : Double Fond réalisation collective : Petit Jean
- 1986 : Le Maestro de Serge Korber : l'ambassadeur soviétique
- 1986 : Monte Carlo de Anthony Page : Schimmef
- 1988 : Palace de Jean-Michel Ribes : Dragomir
- 1988 : Vivement lundi ! réalisation collective
- 1989 : L'Or du diable de Jean-Louis Fournier
- 1989 : Les Cinq Dernières Minutes : Ah ! mon beau château de Roger Pigaut
- 1989 : Une fille d'Ève d'Alexandre Astruc : Schumke
- 1989 : Mano rubata d'Alberto Lattuada : le professeur
- 1990 : La Goutte d'or de Marcel Bluwal
- 1990 : La Nuit des fantômes de Jean-Daniel Verhaeghe : le berger, l'archer et le guide
- 1991 : Le Gang des tractions de Josée Dayan et François Rossini
- 1991 : Les Croisades de Jim Goddard
- 1993 : L'Affaire Seznec d'Yves Boisset : l'huissier Mas
- 1994 : Highlander : Prodigal Son de Dennis Berry : le scientifique
- 2001 : Maigret et la Fenêtre ouverte de Pierre Granier-Deferre : M. Feldman